# Kostel svatého Vojtěcha (Broumov)
Kostel svatého Vojtěcha je benediktinský klášterní kostel v Broumově.

## Historie
První zmínka o kostele je z roku 1357, kdy pravděpodobně byla dokončena stavba gotického dvoulodí s polygonálním závěrem kněžiště, velkou hodinovou věží a menší zvonicí při severní straně kněžiště. Původní gotický klášterní kostel byl již zasvěcen svatému Vojtěchovi. Uctívána zde však byla i gotická Madona z poloviny 14. století. Její proslulost umocňovala legenda o tom, že ji klášteru věnoval arcibiskup Arnošt z Pardubic. Za opata Tomáše Sartoria byla zahájena přestavba kostela do barokní podoby podle projektu Martina Allia z Löwenthalu. Přestavba byla za opata Otmara Zinkeho dokončena Kryštofem a Kiliánem Ignácem Dientzenhoferovými, kteří také přestavěli další části kláštera.

## Interiér
Fresky jsou dílem Jana J. S. ze Steinfelsu a zachycují život sv. Vojtěcha na klenbě a scény z historie opatství a života Krista na stěnách presbytáře. Štukatérská výzdoba je od Tommasa a Antonia Soldatiových. Kostel měl ihned po výstavbě 12 oltářů. Sochařskou složku hlavního oltáře od Jana Brokoffa nahradila v roce 1722 dílna Matěje V. Jäckela sochami sv. Václava a sv. Jana Nepomuckého. Jäckel je též autorem soch ve výklencích bočních oltářů. Hlavní oltářní obraz je dílem Antonína Lhoty z roku 1870. Obrazy na bočních oltářích v kaplích sv. Benedikta, sv. Markéty, Svatých apoštolů, Zemských patronů, Svaté rodiny a Bolestné Panny Marie jsou od Václava V. Reinera z let 1721–1722. Sochy světic v prvních dvou kaplích a relikviáře římských světců na menzách prostředních vyřezal Karel J. Hiernle. Hodnotná je kazatelna z let 1671–1672, společné dílo řezbáře Jeronýma Kohla, truhláře Matěje Vockingera a malíře Jana B. Hesse, který vytvořil návrh a provedl zlacení a štafírování. V sakristii je freska od Felixe A. Schefflera Oběť Melchizedeka a štukatérská výzdoba od Bernarda Spinettiho.

## Bohoslužby
Bohoslužby se konají v úterý od 17.00 (květen-říjen).

## Galerie

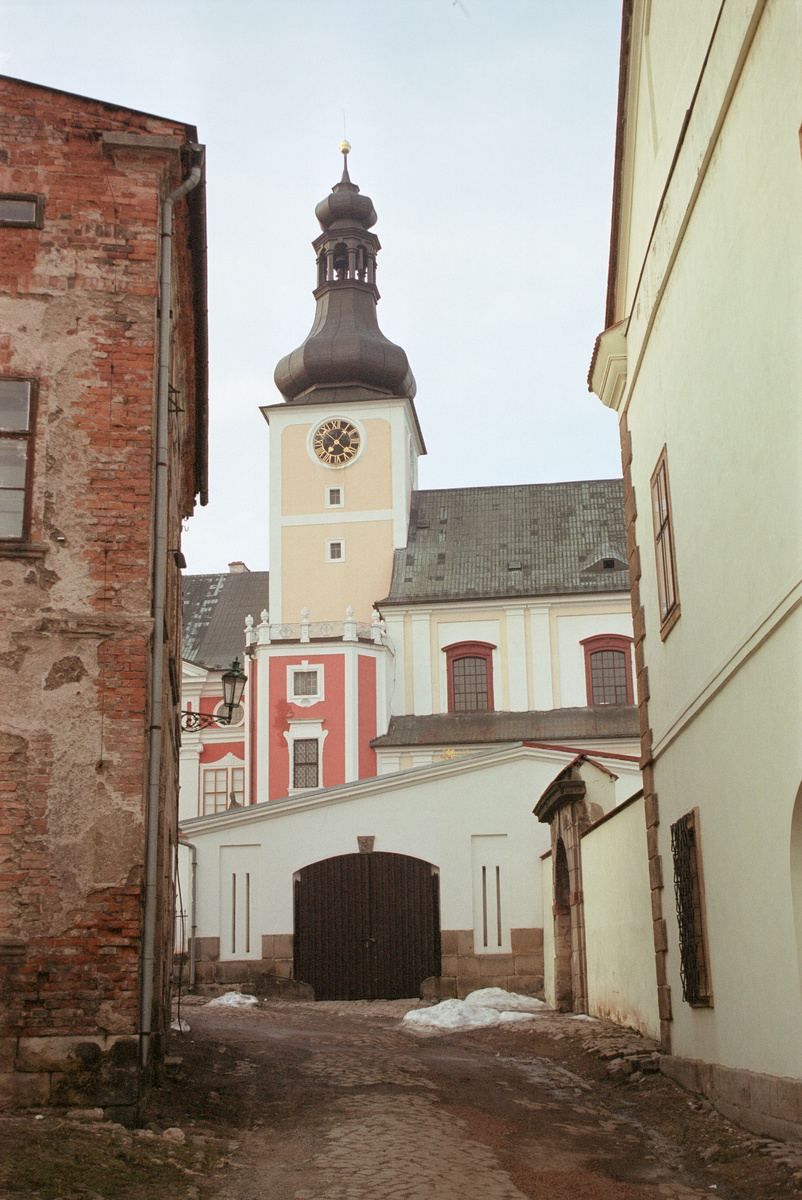
Kostel svatého Vojtěcha - věž
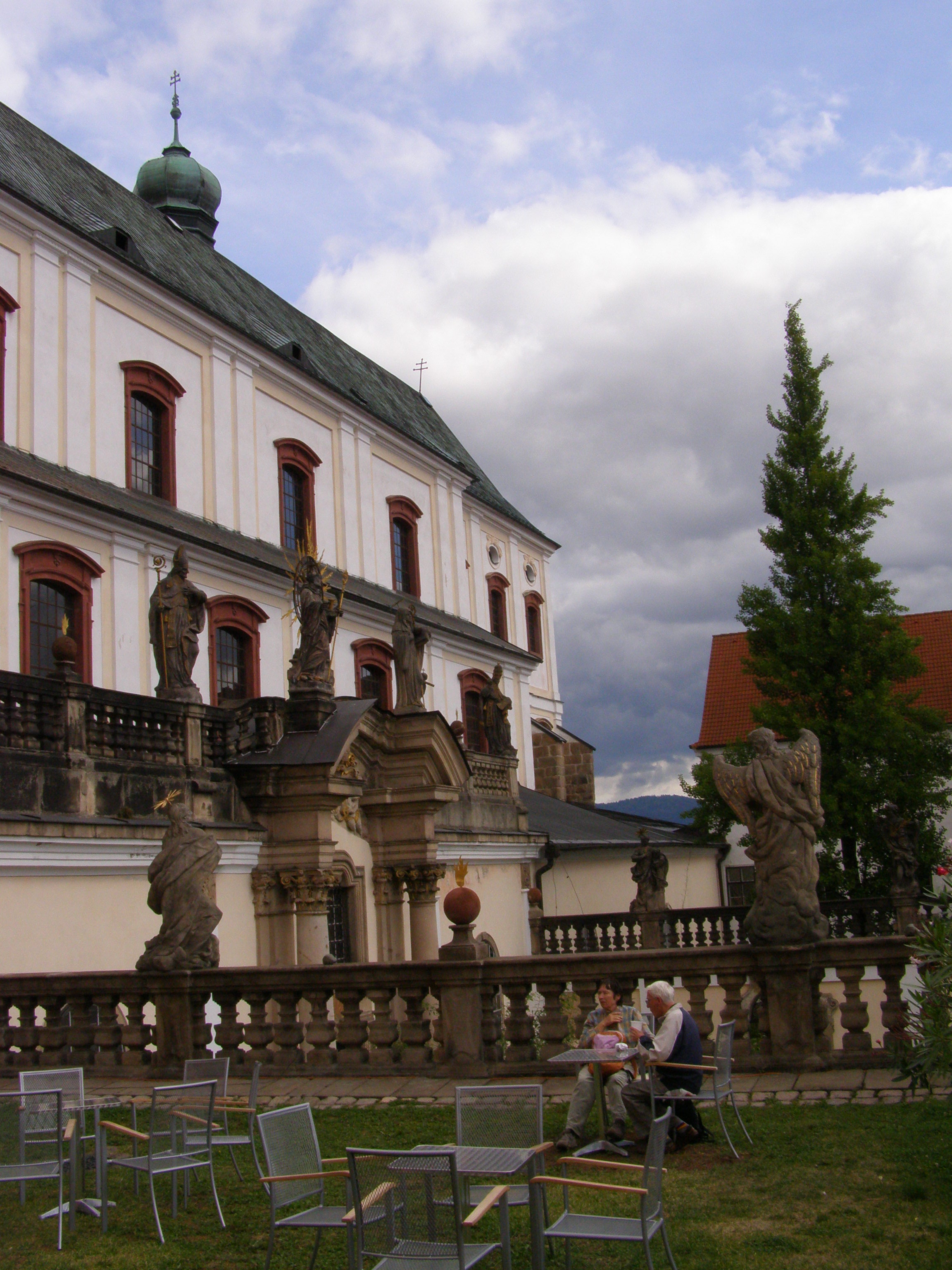
Kostel svatého Vojtěcha - vstup
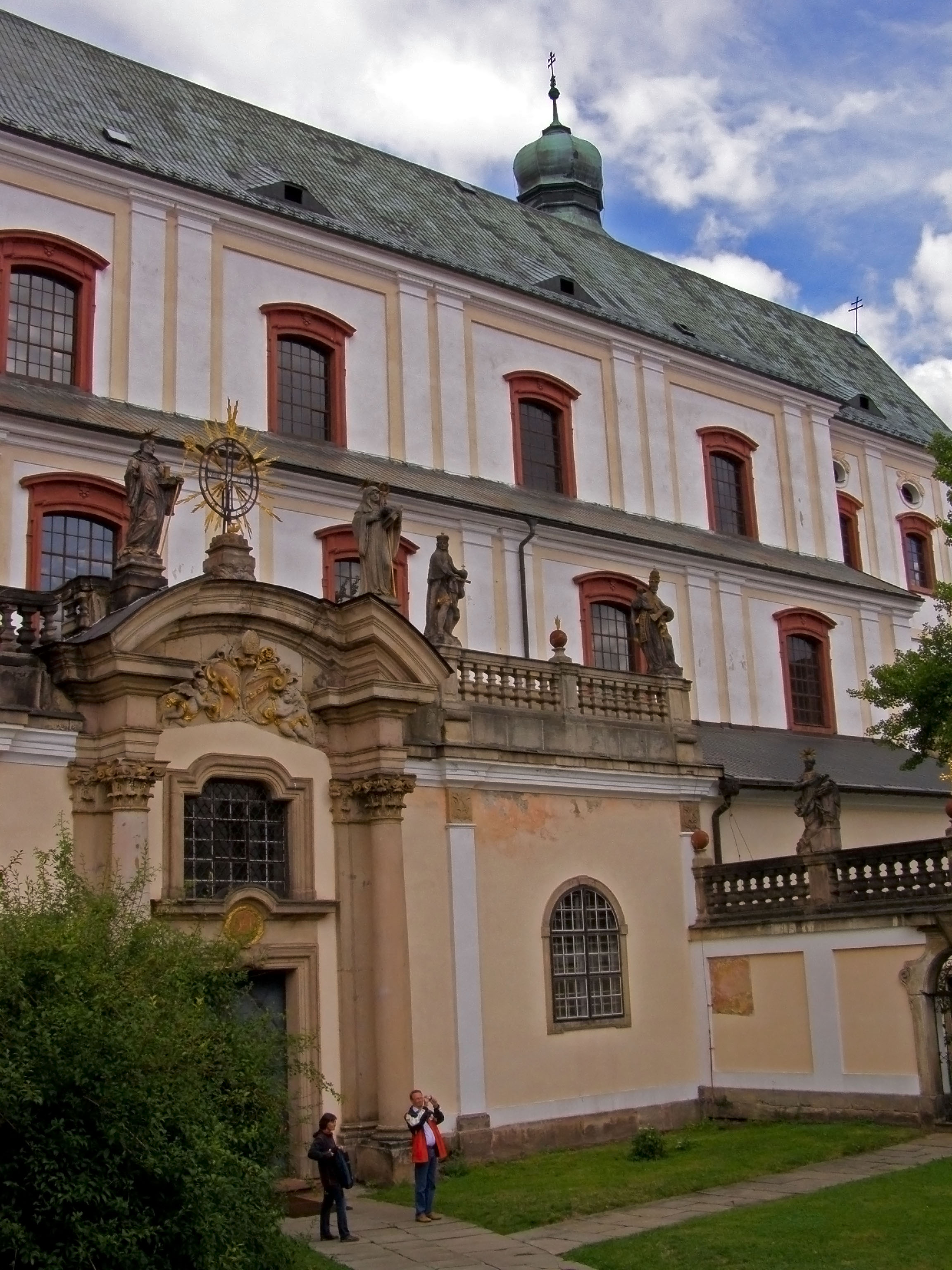
Vstup
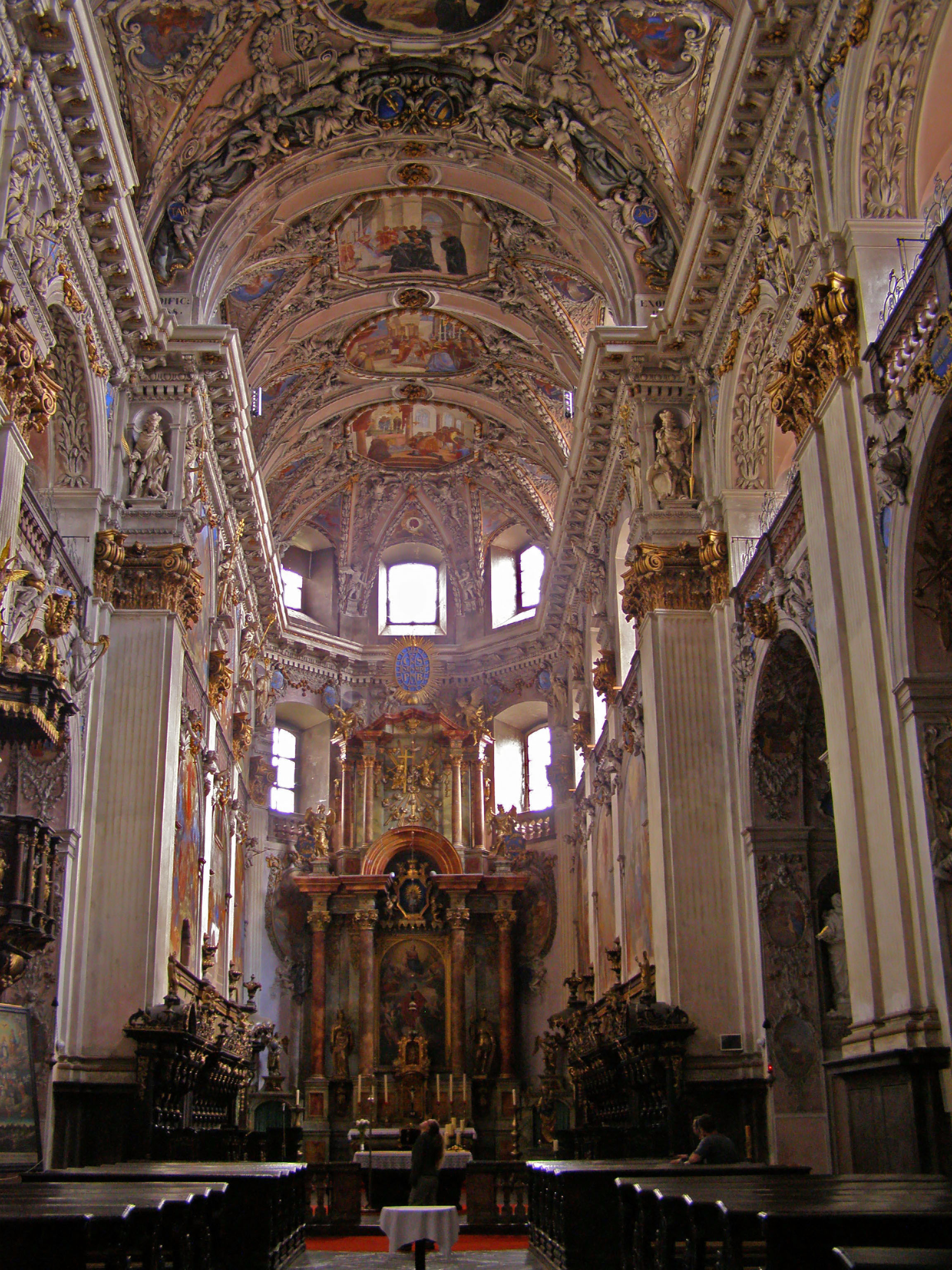
Pohled do lodi
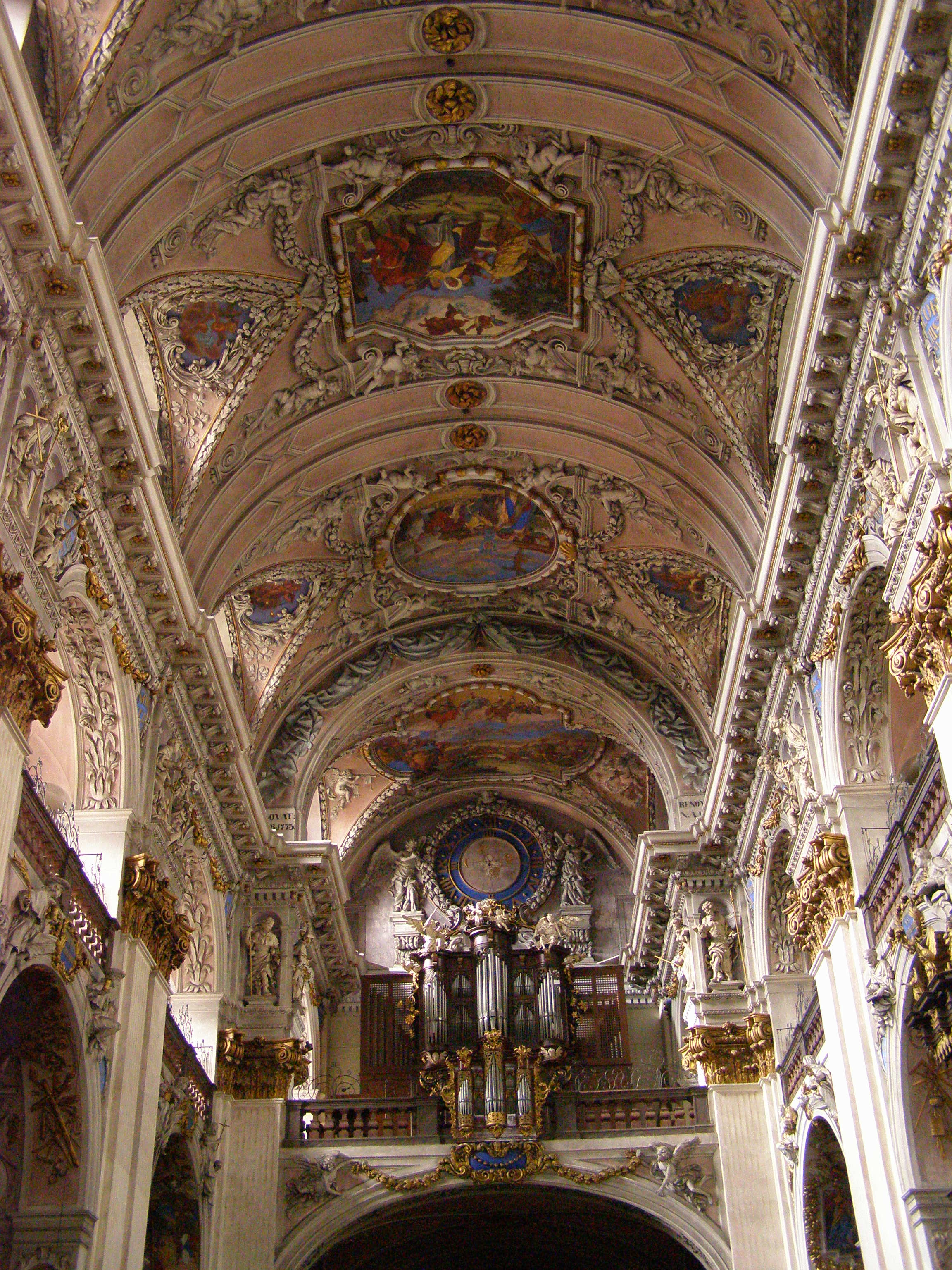
Klenba a varhany
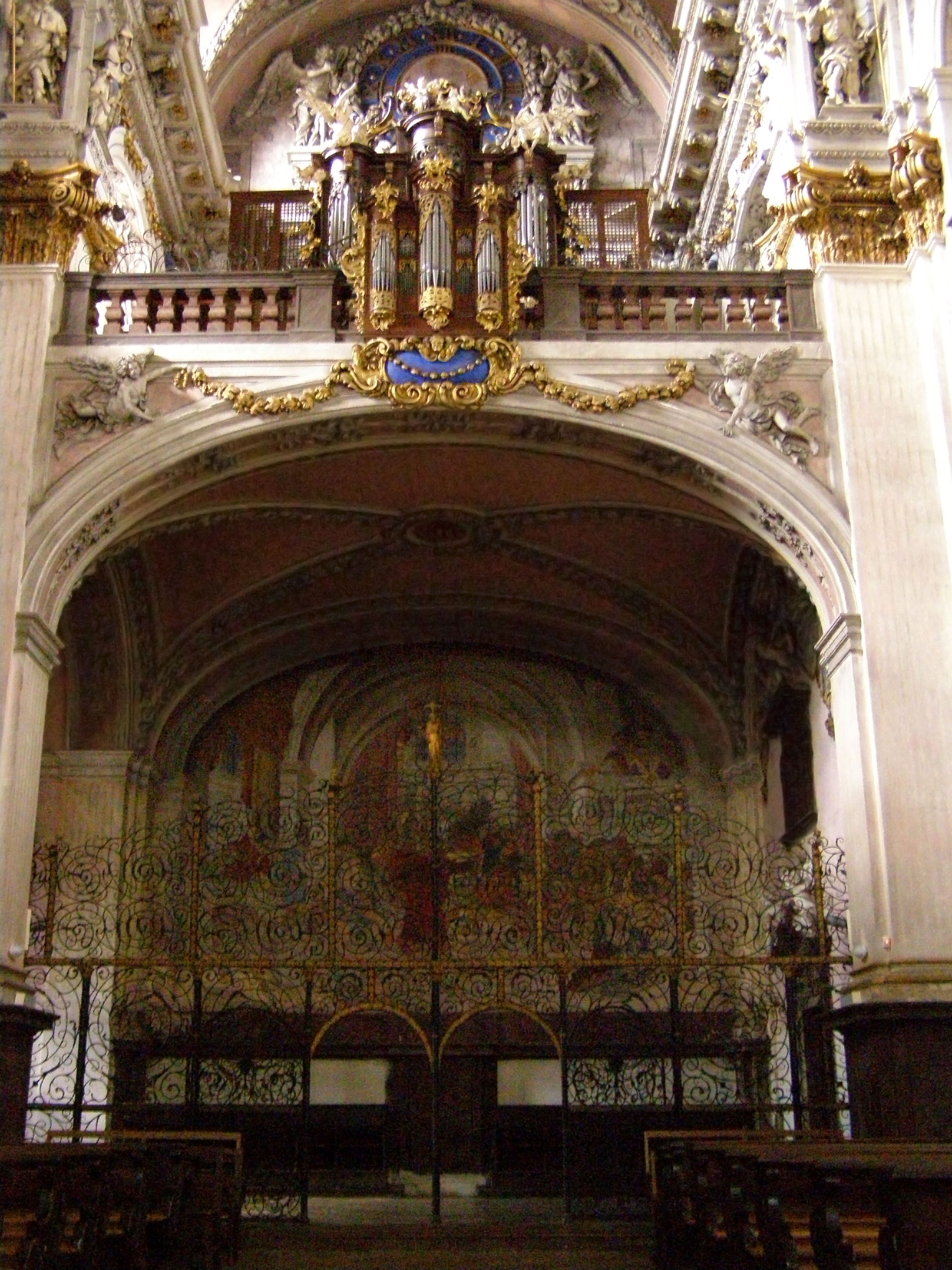
Interiér
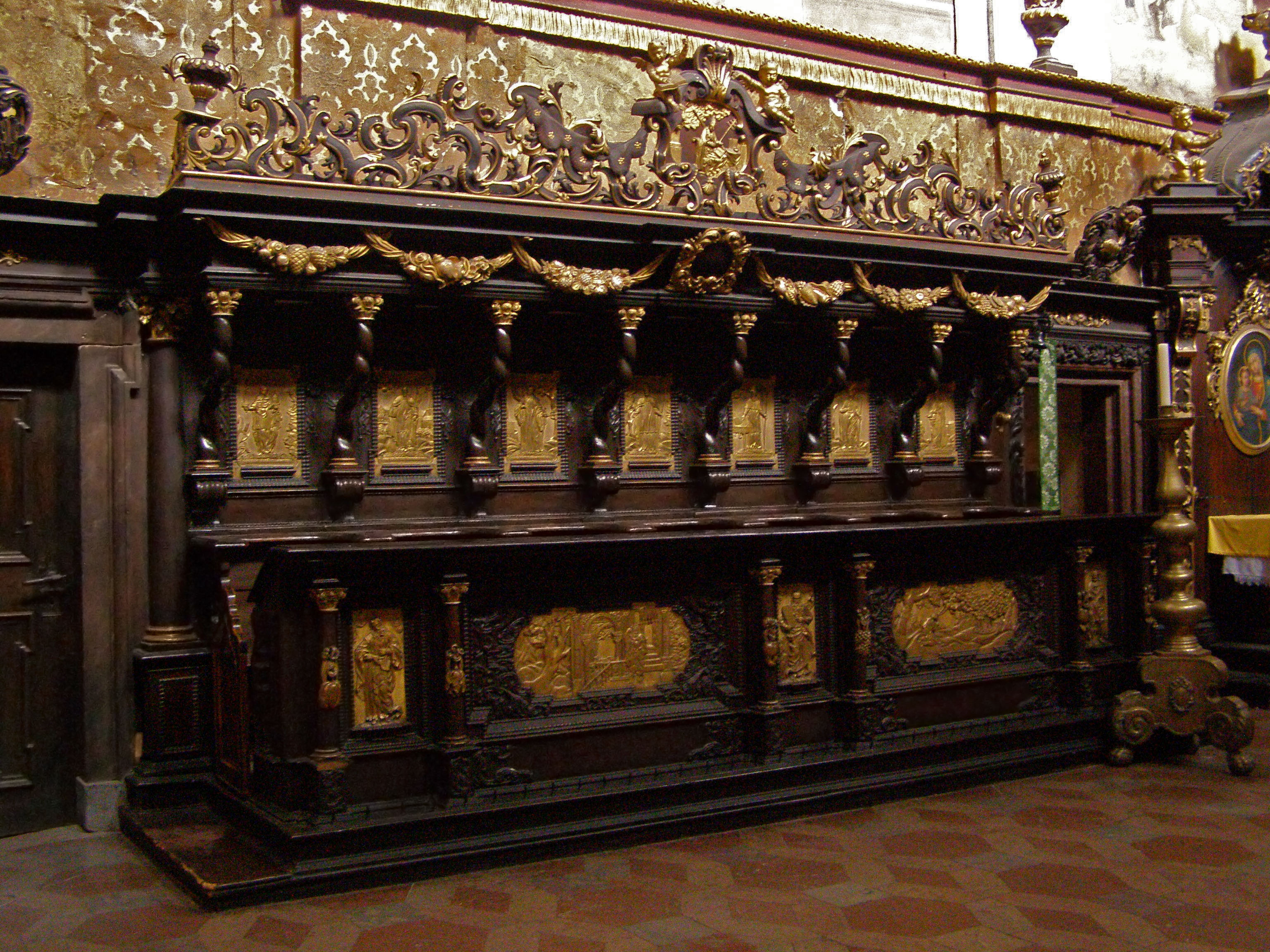
Interiér
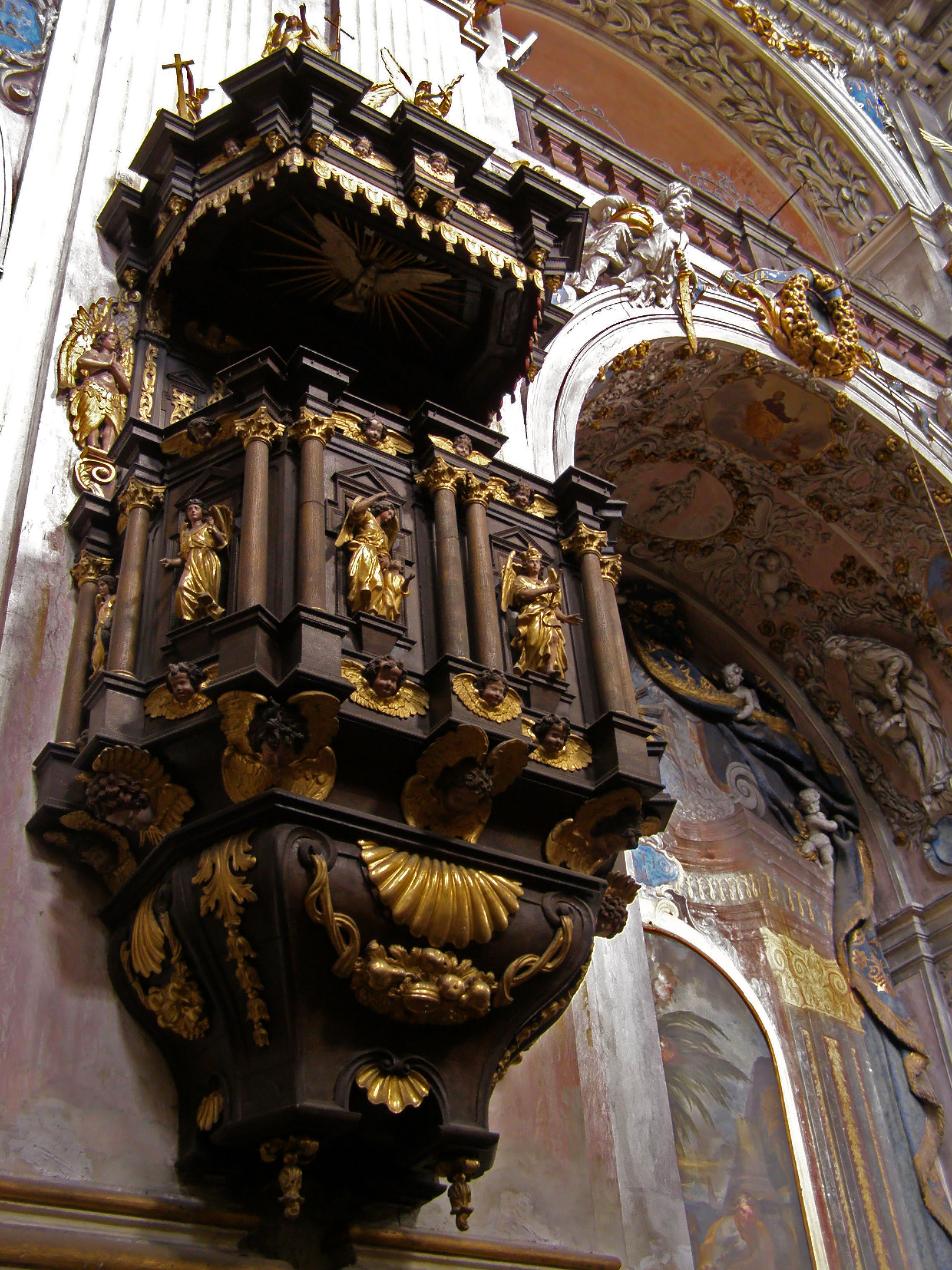
Kazatelna
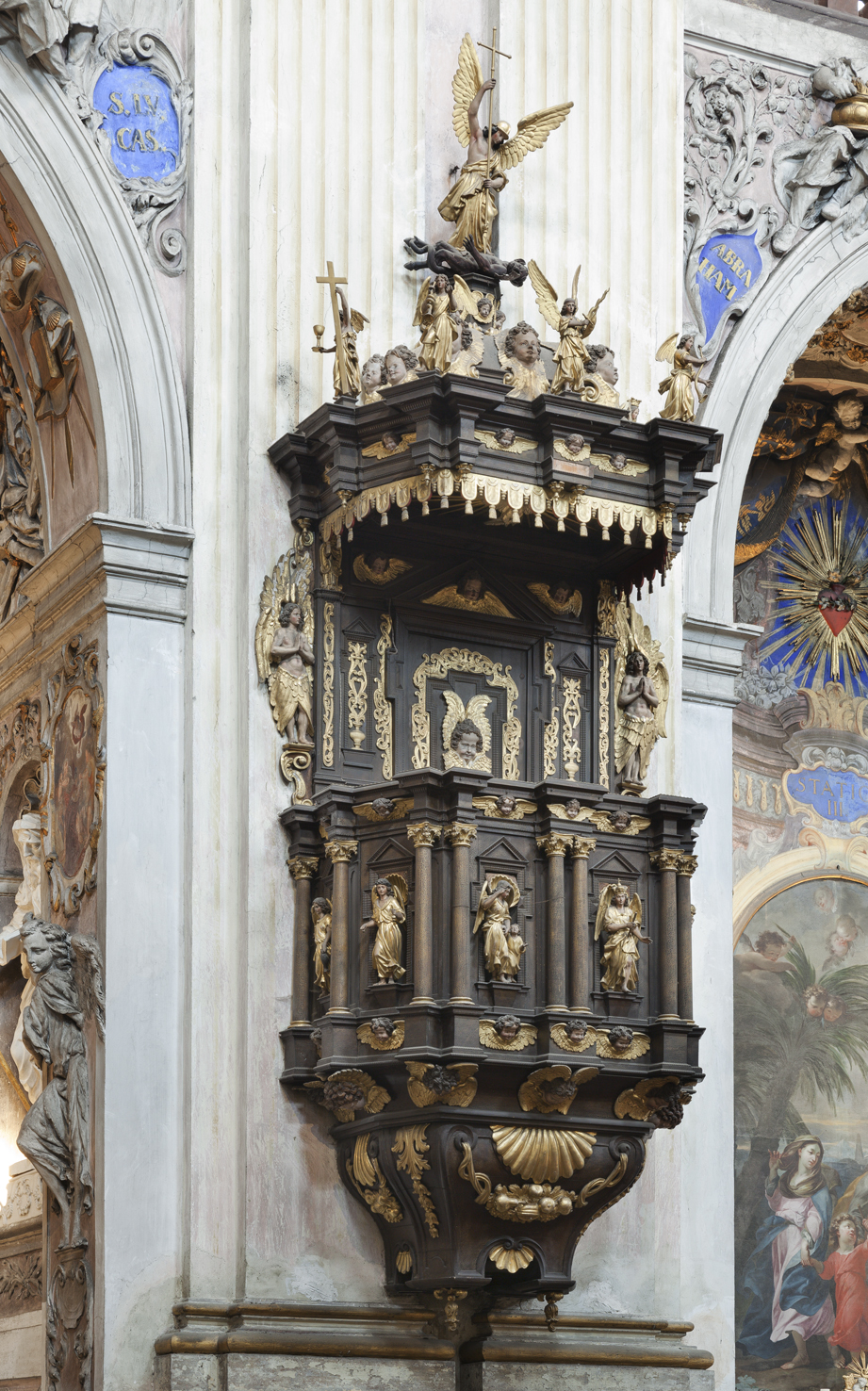
Kazatelna - celkový pohled